# Bergfeld (Grafing bei München)
Bergfeld ist ein Stadtteil von Grafing bei München im oberbayerischen Landkreis Ebersberg.

## Lage
Der Weiler liegt circa drei Kilometer südöstlich von Grafing.